# Imazéthapyre

Structure de la molécule d'izaméthapyr.

L'imazéthapyre (orthographié aussi « imazéthapyr ») ou acide 5-éthyl-2-(4-isopropyl-4-méthyl-5-oxo-2-imidazoline-2-yl)nicotinique (IUPAC), est un composé organique de formule C15H19N3O3 appartenant à la famille chimique des imidazolines. Cette substance est utilisée comme matière active d'herbicides sélectifs commercialisés sous diverses marques.
Cet herbicide est classé dans le groupe B (inhibiteurs de l'enzyme acétolactate synthase ou ALS) de la classification HRAC des herbicides.
Il est utilisé pour lutter contre différents types de mauvaises herbes, aussi bien à larges feuilles (dicotylédones) que graminées (monocotylédones). On l'utilise notamment dans les cultures de haricot, pois, soja, arachide, luzerne et maïs.
Il est fabriqué par plusieurs industriels : BASF (Allemagne, Canada), American Cyanamid (États-Unis), Agsin (Singapour) et vendu sous des marques telles que Contour, Hammer, Odyssey (imazamox + imazéthapyre), Overtop, Passport, Patriot (atrazine + imazéthapyre), Pivot, Pursuit (sel d'ammonium), Pursuit Plus, Resolve, Valor (imazéthapyre + pendiméthaline),.

## Mauvaises herbes résistantes à l'imazéthapyre
Entre 1987 et 2014, on a signalé 117 cas (écotypes appartenant à 44 espèces de plantes sauvages) résistantes à l'imazéthapyre. Il s'agit souvent de cas de résistance croisée avec d'autres herbicides du groupe B (inhibiteurs de l'ALS) et dans certains cas de résistance multiple (plantes résistantes à d'autres groupes d'herbicides ayant un mode d'action différent).

## Cultivars tolérants à l'imazéthapyre
Une lignée de maïs (Zea mays) (lignée  EXP1910IT) résistante à l'imazéthapyre produite par Syngenta, a été homologuée au Canada pour la mise en culture et l'alimentation animale en 1996 et pour l'alimentation humaine en 1999.
Le trait conférant la tolérance à l'imazéthapyre a été obtenu par mutagenèse chimique en exposant le pollen au méthanesulfonate d'éthyle (EMS), pollen qui a ensuite servi à fertiliser la lignée parentale, UE95 (variété de maïs produite par ICI Seeds). Cette manipulation a permis d'obtenir une nouvelle lignée qui ne diffère de la lignée-mère que par la substitution d'un seul nucléotide dans le gène codant l'ALS qui suffit à lui conférer la tolérance à l'herbicide Pursuit (à base d'imazéthapyre) en conservant par ailleurs toutes les caractéristiques agronomiques de la variété d'origine.